# Família Melisseno
Melisseno (em grego: Μελισσηνός; romaniz.: Melissenos; pl. Melissenoi; em latim: Melissenus), cuja forma feminina é Melissena (Μελισσηνή; Melissena), era uma família nobre bizantina que floresceu do final do século VIII até o final do Império Bizantino e além.

## História
Os Melissenos são uma das mais antigas famílias aristocráticas do período intermediário bizantino. Genealogias dos séculos XVI e XVII retraçam a origem da família a um patrício chamado Miguel, parente de Miguel I Rangabe (r. 811–813), e seu filho, o magistro Leão, mas a família avança ainda mais para trás por pelo menos mais meio-século até o general Miguel Melisseno, um favorito do imperador Constantino V (r. 741–775). Este Miguel casou-se com uma irmã da esposa de Constantino, Eudócia, e o filho deles, Teodoro Cassiteras Melisseno, foi patriarca de Constantinopla entre 815 e 821.
A região exata de origem da família é desconhecida, mas, entre os séculos IX e XI, os Melissenos eram mais ativos na Ásia Menor, servindo como generais e governadores dos temas locais. No século XI, a família demonstrou ter laços particularmente fortes com a região de Dorileia, na Frígia, podendo indicar que ali seria sua terra natal. Aparentemente, os Melissenos também mantiveram relações próximas com outras famílias da aristocracia militar (dínatos) da época, que, como eles, eram majoritariamente originários da Ásia Menor. Assim, dois dos Melissenos, o duque (doux) de Antioquia Leão e seu irmão, Teognosto, apoiaram a revolta aristocrática de Bardas Focas, o Jovem, no início do reinado de Basílio II (r. 976–1025).
Por isso, pelo resto do reinado de Basílio, os Melissenos aparentemente não ocuparam mais nenhum cargo militar, mas reapareceram entre os mais altos escalões da aristocracia no final do século XI, quando um Teognosto Melisseno foi catepano do Tema da Mesopotâmia e Maria Melissena foi uma das poucas detentoras conhecidas do prestigioso título de zoste patrícia. Na década de 1080, o general Nicéforo Melisseno, depois de iniciar uma revolta contra Nicéforo III Botaniates (r. 1078–1081), se acomodou com o sucessor dele, Aleixo I Comneno (r. 1081–1118), cuja irmã, Eudócia, ele próprio havia se casado em troca do título de césar e de propriedades perto de Salonica. Durante o reinado dos imperadores Comnenos, os Melissenos ocuparam principalmente funções civis, mas, a despeito dos laços familiares, deixaram de ocupar mesmo estas depois de cerca de 1118.
No século XIII, um ramo da família aparece nas fontes como proprietários de terras perto de Esmirna enquanto outros se assentaram na Moreia e no Epiro. Uma melissena (ou duas) chegou até mesmo a se casar com Miguel I Ducas Comneno, o fundador do Despotado do Epiro. Tradições posteriores afirmam ainda que um André Melisseno teria se mudado para Creta durante o reinado de Aleixo I, fundando lá mais um ramo da família. Foi a partir desta linhagem que os Melissenos posteriores descenderam, incluindo o patriarca Gregório III de Constantinopla (1443–1450). Outro famoso descendente desta família foi o general russo do século XVIII Pedro Melissino, que nasceu em Cefalônia. O historiador e metropolita da Monemvasia do século XVI, Macário Melisseno, não era membro da família; adotou o sobrenome durante seu exílio na corte napolitana